# Crapet à oreilles rouges
Lepomis microlophus
Espèce
Statut de conservation UICN

 LC  : Préoccupation mineure
Le Crapet à oreilles rouges (Lepomis microlophus) est une espèce de poissons de la famille des Centrarchidae.
Originaire du sud-est des États-Unis, c'est un poisson de pêche sportive qui a été introduit dans pratiquement tous les plans d'eau en Amérique du Nord. Il ressemble généralement au crapet arlequin, sauf pour la coloration et la taille un peu plus grande. Il est de couleur foncée sur le dos et jaune-vert sur le ventre. Le mâle a son opercule bordé de rouge; les femelles l'ont bordé d'orange.
Les poissons adultes mesurent entre 20 et 24 centimètres de longueur. La longueur maximale est de 43,2 centimètres, comparé à un maximum d'environ 40 centimètres pour le crapet arlequin.
La nourriture préférée de cette espèce est les escargots aquatiques. Ces poissons se nourrissent sur le fond, serpentant au fond des lacs à la recherche de fissures ouvertes contenant des escargots et autres créatures à coque. Ce poisson a d'épaisses dents pharyngiennes qui lui permettent de broyer les exosquelettes. Il est même capable d'ouvrir les palourdes de petite taille. La spécialisation de cette espèce pour vivre en eau profonde, une alimentation en profondeur de coquillages cachés dans les fissures lui vaut d'être introduit dans des lacs, sans risque de concurrencer les poissons qui préfèrent les eaux peu profondes ou de surface pour s'alimenter.
Ces dernières années, ce poisson s'est trouvé de nouveaux alliés en raison de sa capacité à manger des moules quagga, une espèce envahissante dans de nombreux cours d'eau.
Pendant le frai, les mâles se rassemblent et créent des nids rapprochés et les femelles viennent y pondre leurs œufs. Il s'hybride parfois avec d'autres espèces de son genre.

## Fossiles
C'est la première espèce connue de Centrarchidae avec des fossiles datant de 16,3 millions d'années, au Miocène moyen.

## Galerie

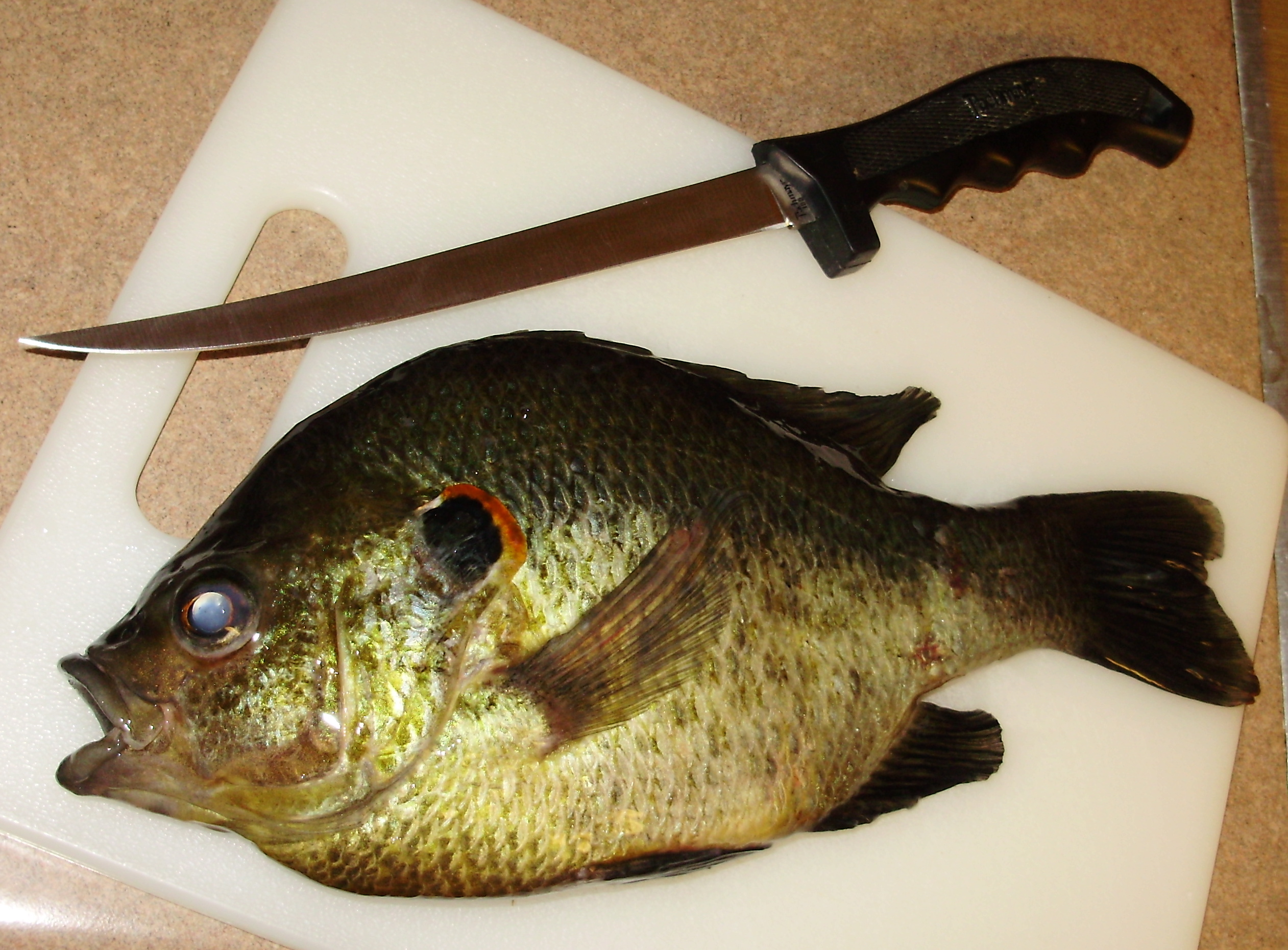
Prêt à être mangé.
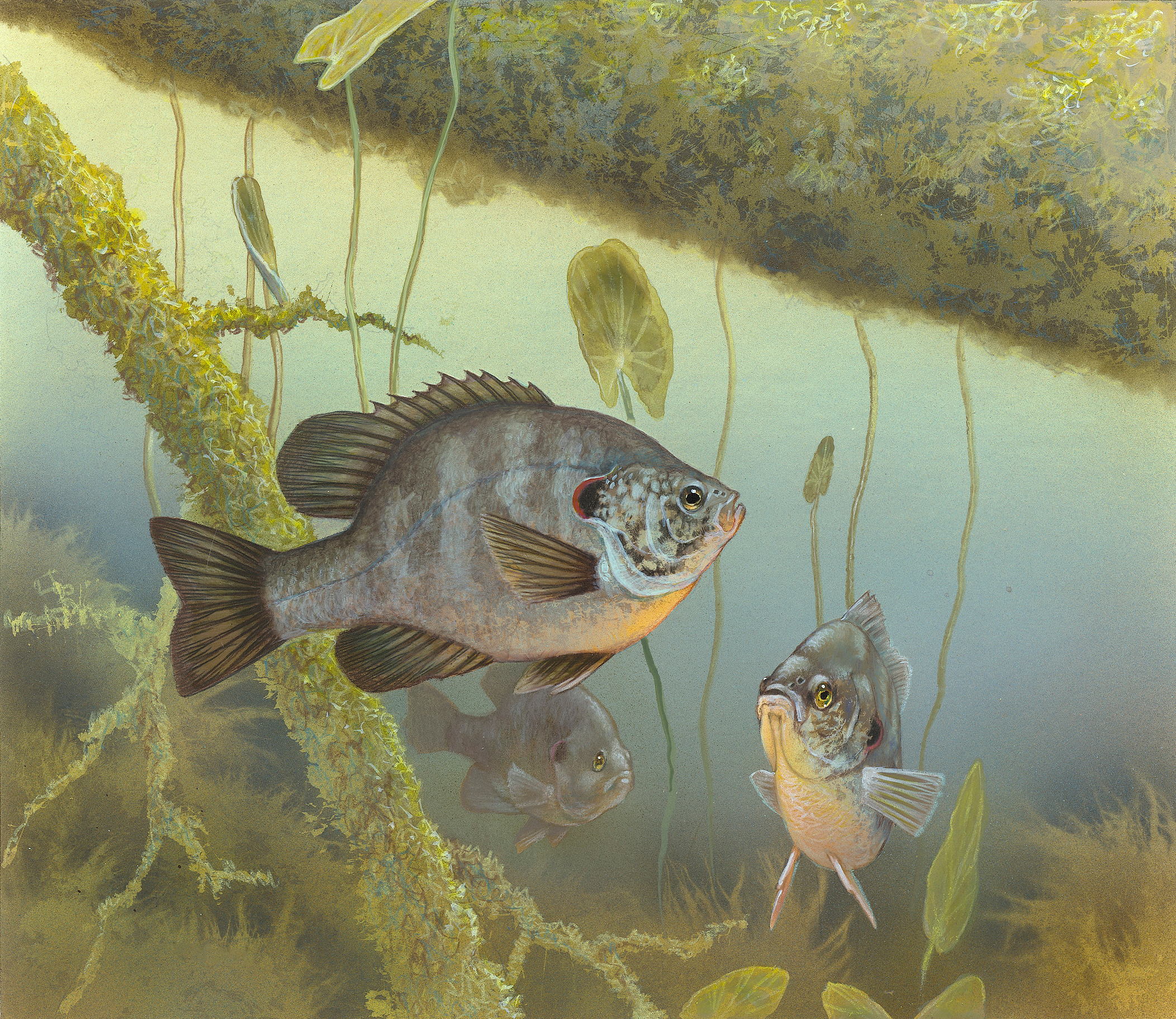
Crapet à oreilles rouges
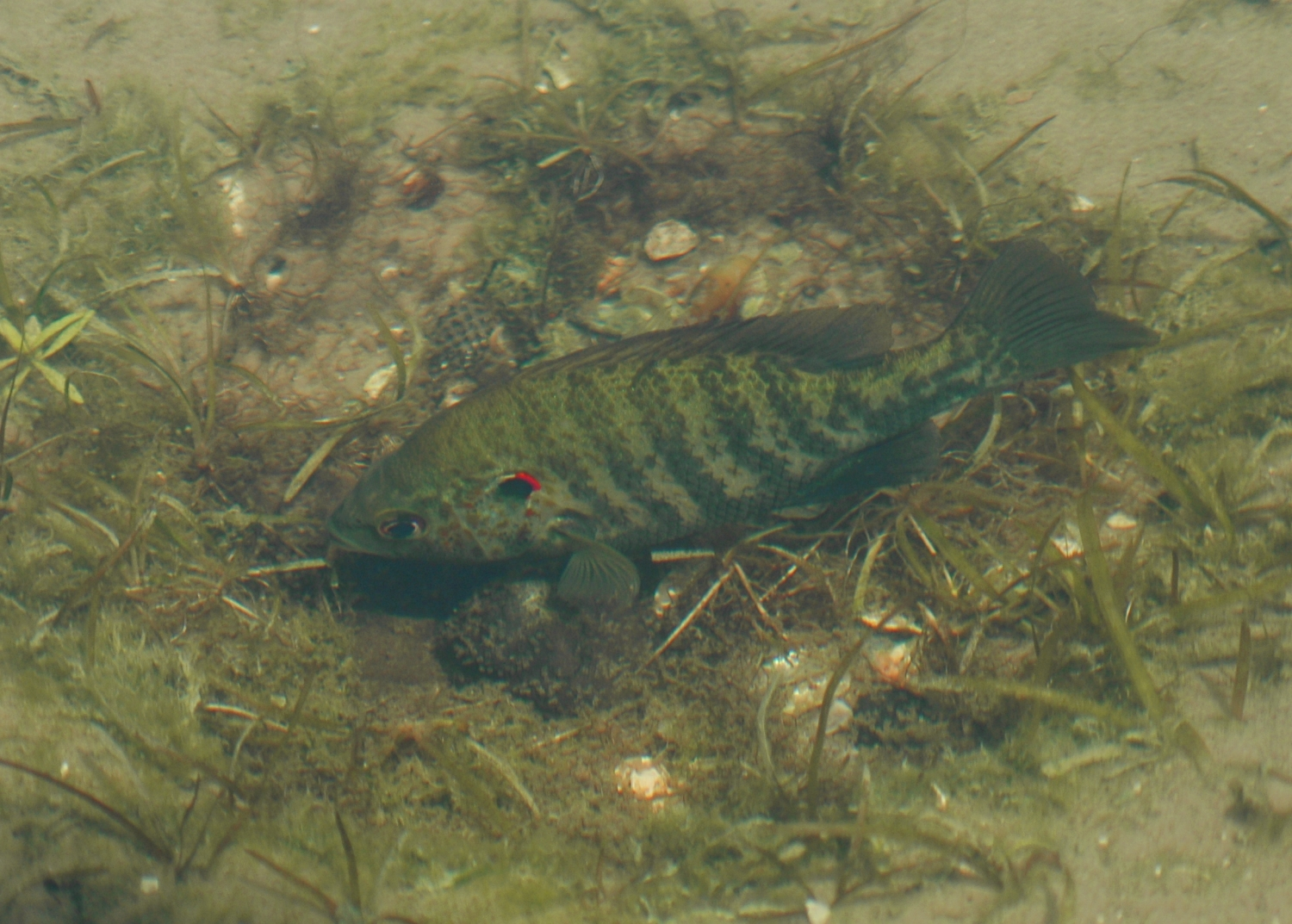
Mâle gardant ses œufs.